# Audiencia Provincial de Valladolid

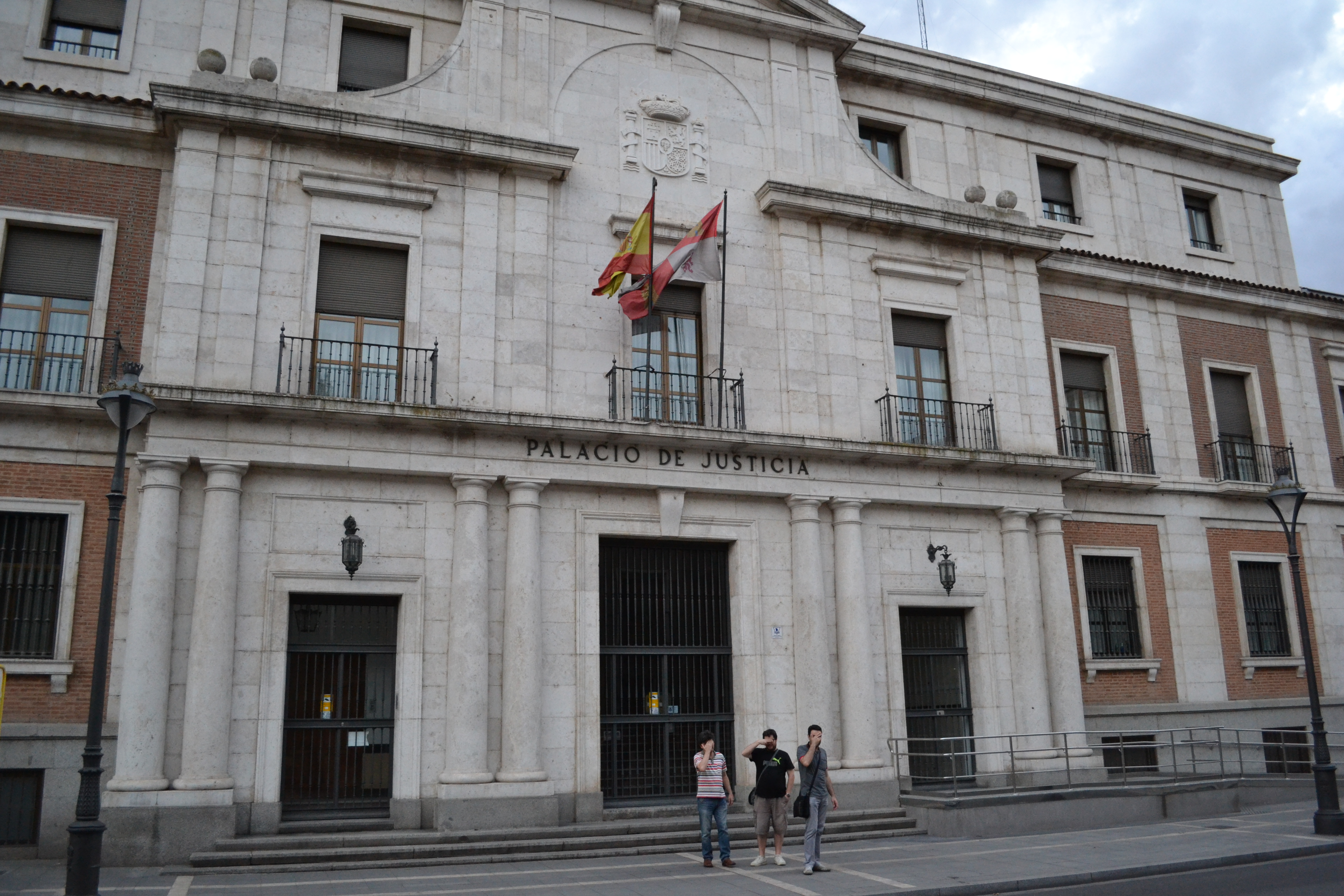
Palacio de Justicia de Valladolid, sede de la Audiencia Provincial de Valladolid

La Audiencia Provincial de Valladolid es el máximo órgano judicial de la provincia de Valladolid (España).
Conoce de asuntos civiles y penales. Cuenta con cuatro secciones: dos civiles (1 y 3) y dos penales (2 y 4).
Tiene su sede en el Palacio de Justicia de Valladolid situado en la capital vallisoletana. El actual presidente de la Audiencia Provincial de Valladolid es, desde 2025, Francisco Javier Carranza Cantera.